# 月吾乡
月吾乡，是中华人民共和国四川省凉山彝族自治州普格县曾经下辖的一个乡。2021年1月12日，撤销月吾乡，其所属行政区域为夹铁镇的行政区域。

## 行政区划
月吾乡撤销前下辖以下地区：
尼尔村、立洛村、依乌村、特机村和跃进村。